# بريانا سالاز
بريانا أليسيا سالاز (بالإنجليزية: Bryana Salaz)‏ (ولدت في 25 أغسطس 1997 في أورلاندو، فلوريدا) مغنية بوب وكاتبة أغاني أمريكية، اكتسبت شهرة بمشاركتها في برنامج المسابقات الغنائي ذا فويس كجزء من فريق غوين ستيفاني ووصلها إلى قائمة 20.

## روابط خارجية
- بريانا سالاز على موقع IMDb (الإنجليزية)
- بريانا سالاز على موقع روتن توميتوز (الإنجليزية)
- بريانا سالاز على موقع ميوزك برينز (الإنجليزية)
- بريانا سالاز على موقع قاعدة بيانات الفيلم (الإنجليزية)